# Molamenqing
El Molamenqing (en chino: 摩拉门青 Phola Gangchen, en pinyin: Mólāménqīng), es un pico subsidiario oriental del Shisha Pangma, la 14.ª  montana más alta del mundo. Ambas montañas se localizan en la subcordillera Jugal Himal del Himalaya, en el Tíbet, aunque a menudo se les considera parte del Langtang Himal, porque ambas subcordilleras están unidas. El pico tiene una elevación de 7661 m, calculada por una exploración china. Es poco conocido, en parte porque no tiene mucha altura independiente. Su prominencia topográfica, es decir, su elevación por encima del collado que lo conecta con el Shisha Pangma, es de apenas 430 metros, lo que es relativamente pequeño para un pico del Himalaya, aunque lo suficientemente grande para calificarlo, según algunas estimaciones, como un pico independiente.
Gozó de una fama temporal a inicios de la década de 1980. En ese entonces, era uno de los picos más altos del mundo sin ser escalados (usando un límite para su prominencia lo suficientemente bajo como para catalogarlo como una cumbre independiente). Un equipo neozelandés solicitó un permiso a las autoridades chinas para escalar el pico, con lo que se convirtieron en el primer equipo occidental en obtener un permiso para escalar en el Tíbet, desde antes de la Segunda Guerra Mundial. El equipo, formado por B. Farmer y R. Price, tuvo éxito en realizar la primera, y hasta ahora, la única ascensión de la montaña, en 1981. Iniciaron en el lado oriente de la montaña, pero su larga ruta pasó por el lado norte del Shisha Pangma, y se aproximaron a la cumbre desde el poniente.
Según el Himalayan Index, no existen otros intentos a este pico.